# Sablia lineata
Sablia lineata är en fjärilsart som beskrevs av Eduard Friedrich Eversmann 1842. Sablia lineata ingår i släktet Sablia och familjen nattflyn. Inga underarter finns listade.